# کره با سیر
کره سیر، یک کره ترکیبی است که به عنوان طعم دهنده برای بسیاری از غذاها یا به عنوان چاشنی استفاده می‌شود. از کره و سیر که به صورت خمیری مخلوط شده‌اند تشکیل شده است. مواد قبل از استفاده مخلوط شده و معمولاً سرد می‌شوند.
در ایالات متحده، گاهی اوقات کره سیر به عنوان دیپ در فنجان‌های کوچک با غذاهای دریایی (مانند شاه‌میگو)، پیتزا یا نان سرو می‌شود. برای طولانی‌تر شدن ماندگاری، می‌توان از روغن حیوانی یا روغن‌های طعم‌دار استفاده کرد.